# Lappula sessiliflora
Lappula sessiliflora är en strävbladig växtart som först beskrevs av Pierre Edmond Boissier, och fick sitt nu gällande namn av Gürke. Lappula sessiliflora ingår i släktet piggfrön, och familjen strävbladiga växter. Inga underarter finns listade i Catalogue of Life.